# (46632) RISE
(46632) RISE es un asteroide perteneciente al cinturón de asteroides, descubierto el 14 de octubre de 1994 por Isao Satō y Hiroshi Araki desde el Observatorio Kiso, Monte Ontake, Japón.

## Designación y nombre
Designado provisionalmente como 1994 TN15. Fue nombrado por el proyecto RISE (Investigación de la Estructura Interior y Evolución de los cuerpos del sistema solar) del Observatorio Astronómico Nacional de Japón que tiene como objetivo dilucidar el origen y la evolución de la Luna, los planetas y sus lunas principalmente a través de aproximaciones geodésicas mediante misiones espaciales.

## Características orbitales
RISE está situado a una distancia media del Sol de 2,553 ua, pudiendo alejarse hasta 2,829 ua y acercarse hasta 2,277 ua. Su excentricidad es 0,108 y la inclinación orbital 1,264 grados. Emplea 1489,94 días en completar una órbita alrededor del Sol.

## Características físicas
La magnitud absoluta de RISE es 16,13. Tiene 3,100 km de diámetro y su albedo se estima en 0,067.